# Felicità, sorriso e pianto/Col vento nei capelli
Felicità, sorriso e pianto / Col vento nei capelli è il dodicesimo singolo su 7" de I Califfi pubblicato nel 1973 dalla Fonit Cetra.

## Tracce
Lato A
1. Felicità, sorriso e pianto

Lato B
1. Col vento nei capelli